# Wzmacniacz sygnałów elektrycznych

Przykładowy schemat jednostopniowego wzmacniacza tranzystorowego

Przykładowy schemat jednostopniowego wzmacniacza lampowego

Wzmacniacz sygnałów elektrycznych – rodzaj wzmacniacza, którego zadaniem jest wytworzenie na wyjściu wzmocnionego wejściowego sygnału elektrycznego, kosztem energii pobieranej ze źródła zasilania.
Wzmacniacz zbudowany jest w oparciu o elementy elektroniczne czynne i bierne i zwykle posiada obwód ujemnego sprzężenia zwrotnego.

## Najważniejsze parametry elektryczne
- współczynnik wzmocnienia prądowego,
- współczynnik wzmocnienia napięciowego,
- rezystancja (impedancja) wejściowa – określa jak bardzo wzmacniacz obciąża źródło sygnału (im wyższa, tym lepiej),
- rezystancja (impedancja) wyjściowa – określa straty energii w postaci ciepła wydzielonego w obwodach wzmacniacza (im niższa, tym lepiej),
- pasmo przenoszonych częstotliwości,
- stosunek sygnału do szumu.

## Rodzaje wzmacniaczy
Z uwagi na układ stopnia wzmacniającego:
- wzmacniacz różnicowy – układ z dwoma wejściami: odwracającym i nieodwracającym, stosowany we wzmacniaczu operacyjnym,
- kaskodowy – układ ograniczający niekorzystny efekt Millera,
- komplementarny (przeciwstawny, przeciwsobny) – typowy układ wyjściowy wzmacniacza mocy,
- układ Darlingtona, układ Sziklaiego – układy o wysokim współczynniku wzmocnienia prądowego („super-β”).

Ze uwagi na wykorzystane do budowy wzmacniacza elementy czynne:
- wzmacniacz lampowy – historycznie pierwsza konstrukcja wzmacniacza elektronicznego,
- wzmacniacz tranzystorowy.

Biorąc pod uwagę pasmo przenoszenia można wyróżnić:
- wzmacniacz selektywny (pośredniej częstotliwości, p.cz.)
- wzmacniacz szerokopasmowy (wielkiej częstotliwości, w.cz.)
- wzmacniacz elektroakustyczny (małej częstotliwości, m.cz.)

Biorąc pod uwagę dedykowane zastosowanie wzmacniacza można wyróżnić m.in.:
- wzmacniacz antenowy
- wzmacniacz gitarowy
- wzmacniacz gramofonowy
- wzmacniacz mikrofonowy
- wzmacniacz słuchawkowy